# Dokumenty papieskie

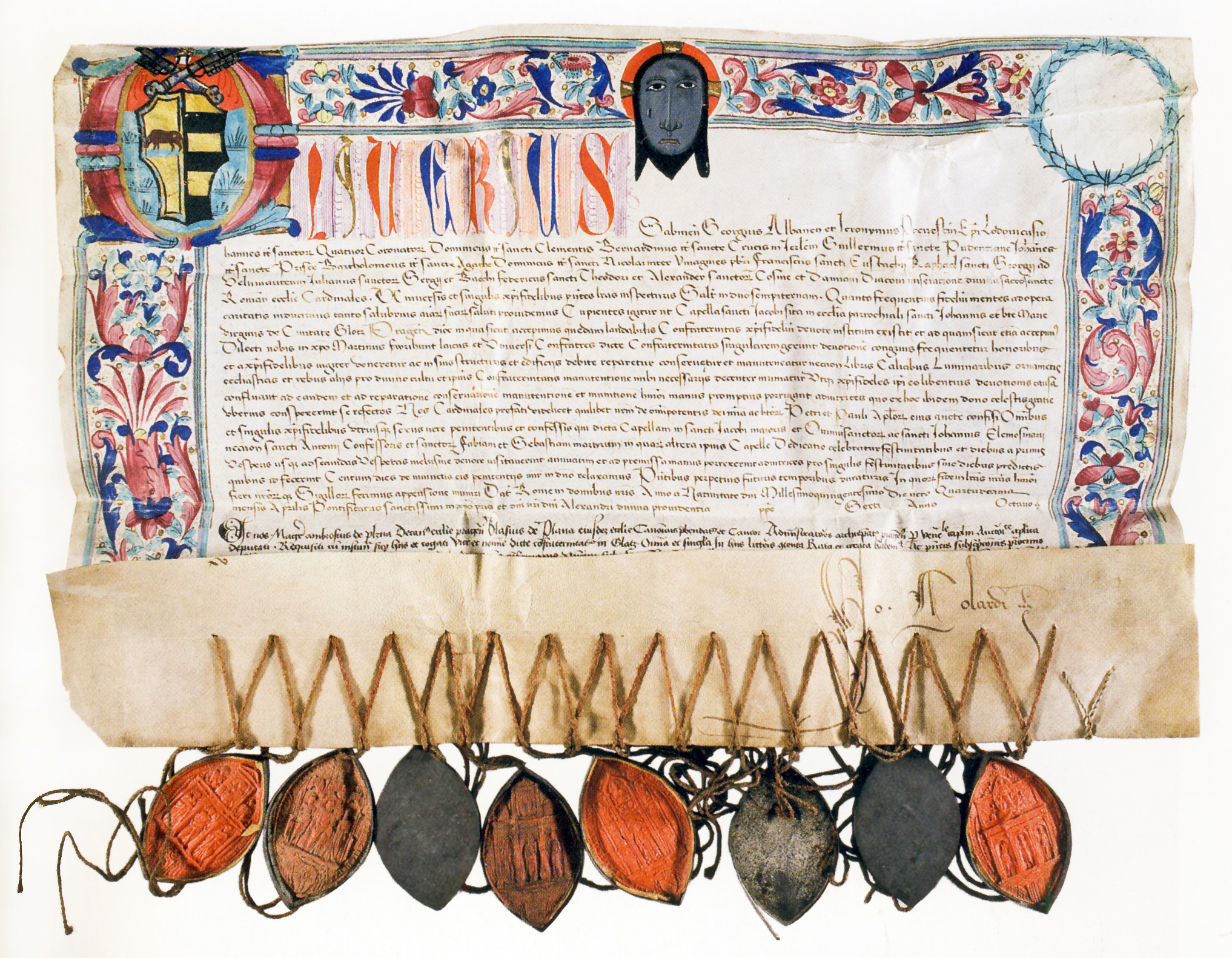
Brewe Aleksandra VI

Dokumenty papieskie – akty prawne i inne dokumenty wydawane przez papieża. Nie wszystkie z nich pochodzą bezpośrednio z inicjatywy papieża, niemniej są przez niego sygnowane. Faktycznie mogą powstawać w wyniku pracy Kurii Rzymskiej lub soborów, albo synodów, ale ze względu na władzę absolutną papieża bez jego sygnatury nie mają mocy wiążącej.  
Podział dokumentów papieskich:
- konstytucja apostolska – dokument najwyższej wagi o charakterze doktrynalnym lub organizacyjnym.
- Dokumenty doktrynalne:
  - encyklika – nauczanie o charakterze powszechnym,
  - adhortacja – nauczanie skierowane do konkretnych osób lub w konkretnej sprawie,
  - Listy apostolskie – nauczanie zwykłe skierowane do konkretnych osób.
- Dokumenty organizacyjne
  - bulla – dekret uroczysty,
  - motu proprio – dekret z inicjatywy własnej papieża,
  - brewe – dekret mniej uroczysty niż bulla (praktycznie niestosowany),
  - dekret – zwykły akt normatywny (np. powołanie ordynariusza).